# Buslijn 62 (Amsterdam)
Buslijn 62 is een stadsbuslijn in Amsterdam die station Lelylaan verbindt met het Amstelstation. De lijn werd ingesteld op 28 mei 2006 en wordt geëxploiteerd door het GVB.
Er hebben sinds 1983 twee buslijnen met het lijnnummer 62 gereden in Amsterdam. De huidige lijn 62 wordt gereden vanuit de hoofdgarage West.

## Geschiedenis

### Lijn 62 I
De eerste lijn 62 werd ingesteld op 29 mei 1983 bij de instelling van een nieuw busnet in Amsterdam Zuidoost en was de opvolger van de per dezelfde datum opgeheven lijn 44. De lijn werd gereden vanuit garage zuid. De lijn verbond het metrostation Gaasperplas via de 's-Gravendijkdreef en de Bijlmerdreef met station Bijlmer. Vandaar werd alleen maandag tot en met vrijdag overdag doorgereden door Amstel III naar station Holendrecht. Lijn 62 was een samenwerking tussen GVB en de toenmalige streekvervoerder Centraal Nederland; tussen station Gaasperplas en station Bijlmer reed de lijn om en om met de korte diensten van lijn 174; in de stille uren tussen genoemde eindpunten reden deze CN-bussen met het lijnnummer 62.
In mei 1988 werd lijn 62 ingekort tot het traject station Bijlmer en dan een rondje door Amstel III en weer terug. Tussen de spitsen kwam er een telefoonbus. In mei 1993 werd de lijn vanaf station Bijlmer verlengd via de Dolingadreef naar het station Duivendrecht. In december 2003 werd de lijn vernummerd in lijn 228 en reed in samenhang met lijn 229 van Station Duivendrecht naar Amstel III waar bij de Schepenbergweg een rondje werd gereden en dan weer terug. Op 28 mei 2006 werd de lijn in het kader van de optimalisatie van het lijnennet geheel opgeheven en gedeeltelijk vervangen door lijn 244.

### Lijn 62 II

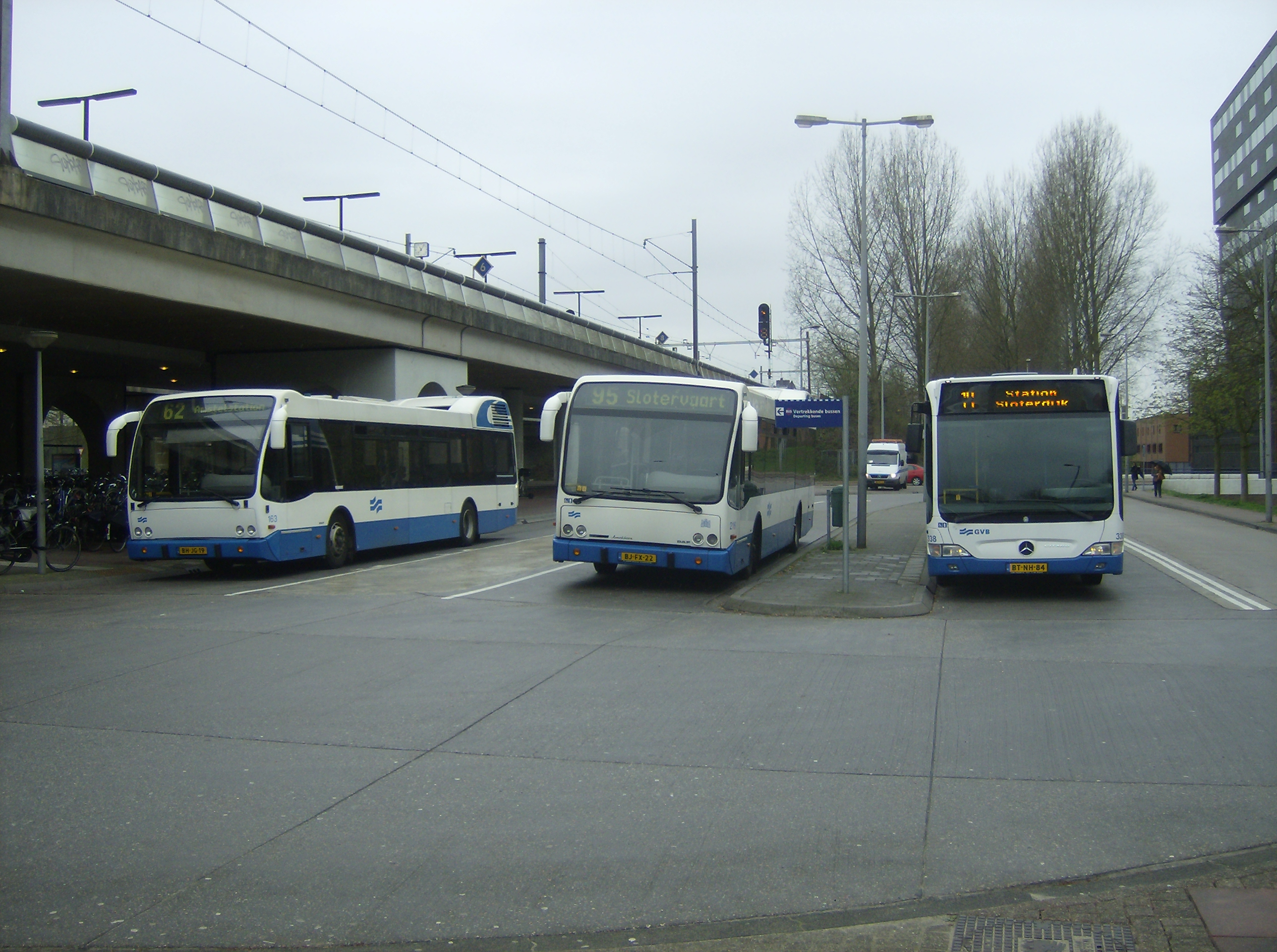
Links Jonckheer 163 op lijn 62 bij Lelylaan in 2009

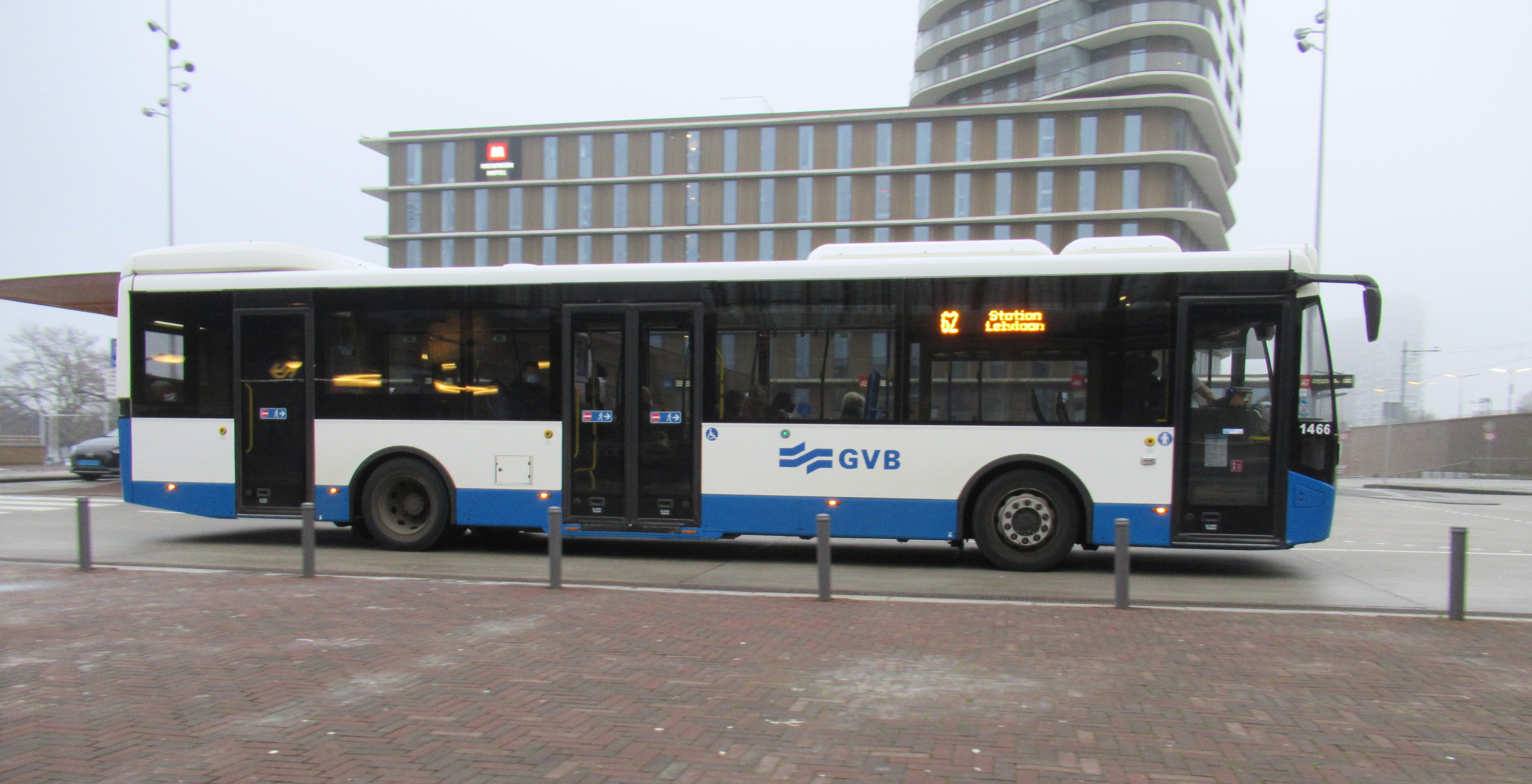
Citea 1466 op lijn 62 bij het Amstelstation in 2021

Op 28 mei 2006 werd opnieuw een lijn 62 ingesteld. Het betrof de zuidelijke tak van de opgeheven en geknipte lijn 23. Vanaf Station Lelylaan wordt naar de Johan Huizingalaan gereden en vandaar via de Vlaardingenlaan, het Hoofddorpplein, de Amstelveenseweg naar Buitenveldert waar een lange slingerroute door de hele wijk wordt gereden. Bij het Gelderlandplein wordt verder de route gevolgd van de opgeheven en ingekorte lijnen 66 en 199 waarna via de Europaboulevard, de President Kennedylaan en de Waalstraat naar het Amstelstation wordt gereden. Afgezien van enkele tijdelijke wijziging bleef de route tot de jaardienst 2015 ongewijzigd. Sindsdien is de route is Buitenveldert sterk verkort en wordt via Station Zuid gereden waarbij alleen nog het oostelijk deel van de wijk wordt bediend.
Enkele bewoners uit Buitenveldert startten na het verdwijnen van bushaltes in hun buurt het actiecomité 'Red Bus 62'. Samen met stadsdeel Zuid en Kroonenberg Groep, eigenaar van Winkelcentrum Gelderlandplein, werd de zogeheten Gelderlandpleinlijn gestart. Stadsvervoerder GVB voert dit openbaar vervoer uit.
Huidig: 15 · 18 · 21 · 22 · 34 · 35 · 36 · 37 · 38 · 40 · 41 · 43 · 44 · 47 · 48 · 49 · 61 · 62 · 63 · 65 · 66 · 68 · 231 · 233 · 245 · 246 · 247 · 267 · 360 · 369 · 461 · 463 · 464
Voormalig: A · B · C · D · E · F · G · H · K · L · M · P · R · S · 5 · 6 · 8 · 11 · 12 · 13S · 14 · 17 · 19 · 20 · 23 · 26 · 28 · 29 · 30 · 31 · 32 · 33 · 39 · 42 · 44P · 45 · 46 · 50/51 · 53 · 54 · 55 · 56 · 57 · 58 · 59 · 60 · 60S · 64 · 67 · 69 · 70 · 95/195 · 148 · 149 · 165/166 · 192 · 199 · 222 · 230 · 232 ·  240 · 248 · 249 · 265 · 269 · 315 · 326 · 465 · 580 · 581 · 582 · 583

Zie ook: Amsterdams busnet · Geschiedenis busnet · Amsterdams nachtbusnet · Portaal openbaar vervoer